# Cipro (metrostation)

Cipro is een ondergronds metrostation aan lijn A van de metro van Rome. Het is gelegen tussen de via Cipro en de via Angelo Emo ten zuiden van de Piazzale degli Eroi en het oogziekenhuis aldaar.

## Geschiedenis
In 1980 werd het intitiële deel van lijn A geopend tussen Ottaviano en Cinecittà. In 1985 lagen er plannen om de noordelijke en westelijke woonwijken van Rome op de metro aan te sluiten. Hierin was ten westen van Ottaviano een vertakking van lijn A opgenomen, met een noordtak naar het Olympisch stadion en een westtak naar station Monte Mario. Het eerste station ten westen van Ottaviano werd gepland bij de via Cipro. Het spoor uit het westen werd lager aangelegd dan de andere sporen zodat de keersporen van Ottaviano, ten behoeve van de noordtak, in noordelijke richting verlengd kunnen worden met een ongelijkvloerse kruising. In 1991 besloot het stadsbestuur het station Mosca te noemen als “tegenprestatie” voor het naar Rome genoemde metrostation Rimskaja in Moskou, dat door Italiaanse architecten werd gebouwd en in 1995 is geopend. De bouw begon in 1993 en werd in 1999 voltooid, echter zonder Russische architecten. De naam Mosca kwam er, na politieke verwikkelingen, evenmin omdat de naam Moskou vlak naast het Vaticaan toch te controversieel bleek. Aan de naam uit 1985 werd zelfs Musei Vaticani toegevoegd zodat het op 29 mei 1999 onder de naam Cipro - Musei Vaticani werd geopend. Omdat vertakkingen geen extra capaciteit in de binnenstad zou opleveren werd in 2005, de al in 1941 voorziene, lijn C van stapel gehaald. De vertakking verviel maar de sporen bij Cipro lagen toen al boven elkaar in plaats van naast elkaar. In 2007 werd de toevoeging Musei Vaticani overgenomen door Ottaviano en sindsdien heet het station Cipro.

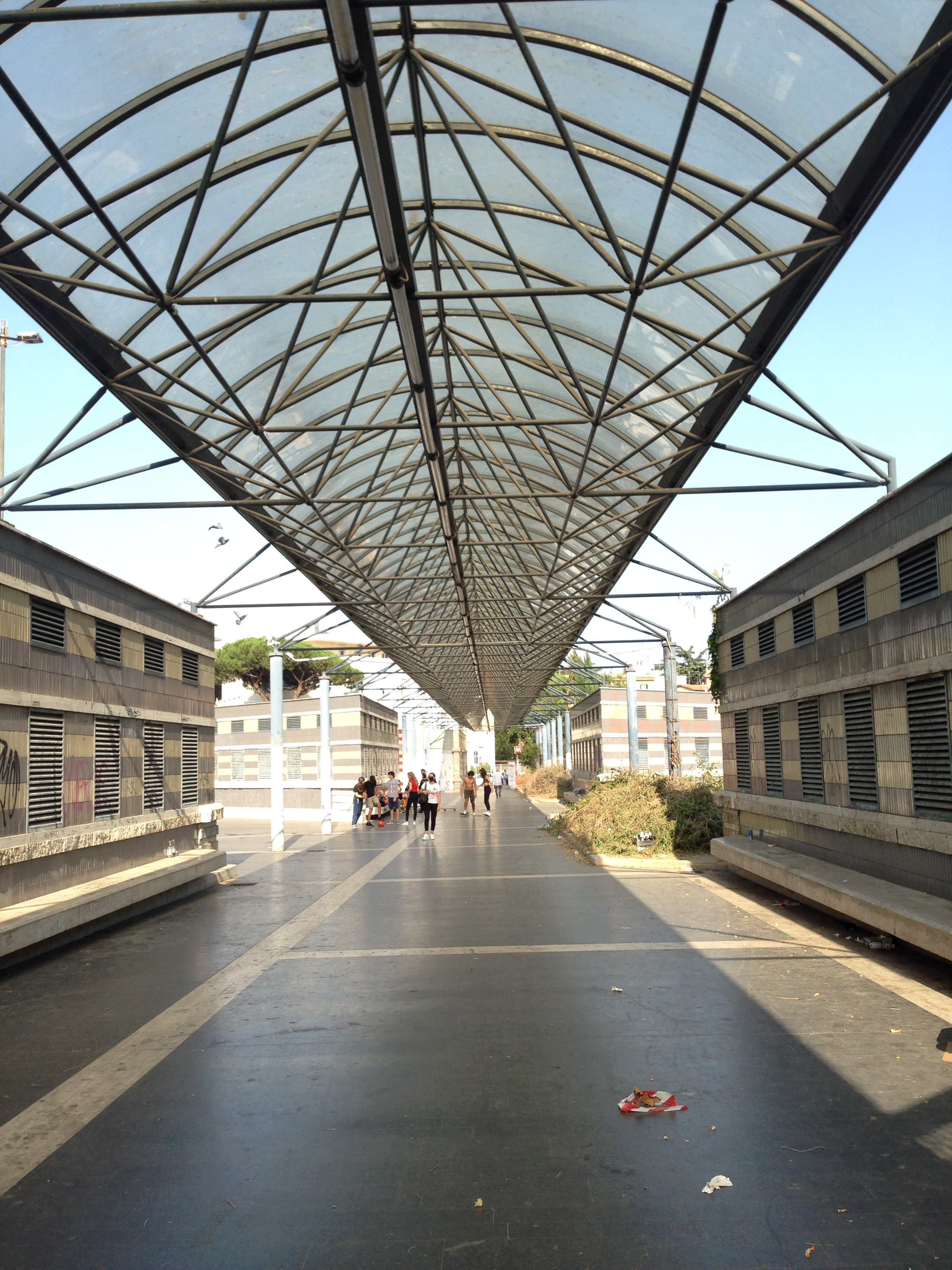
De bovengrondse pergola tussen de ventilatieschachten
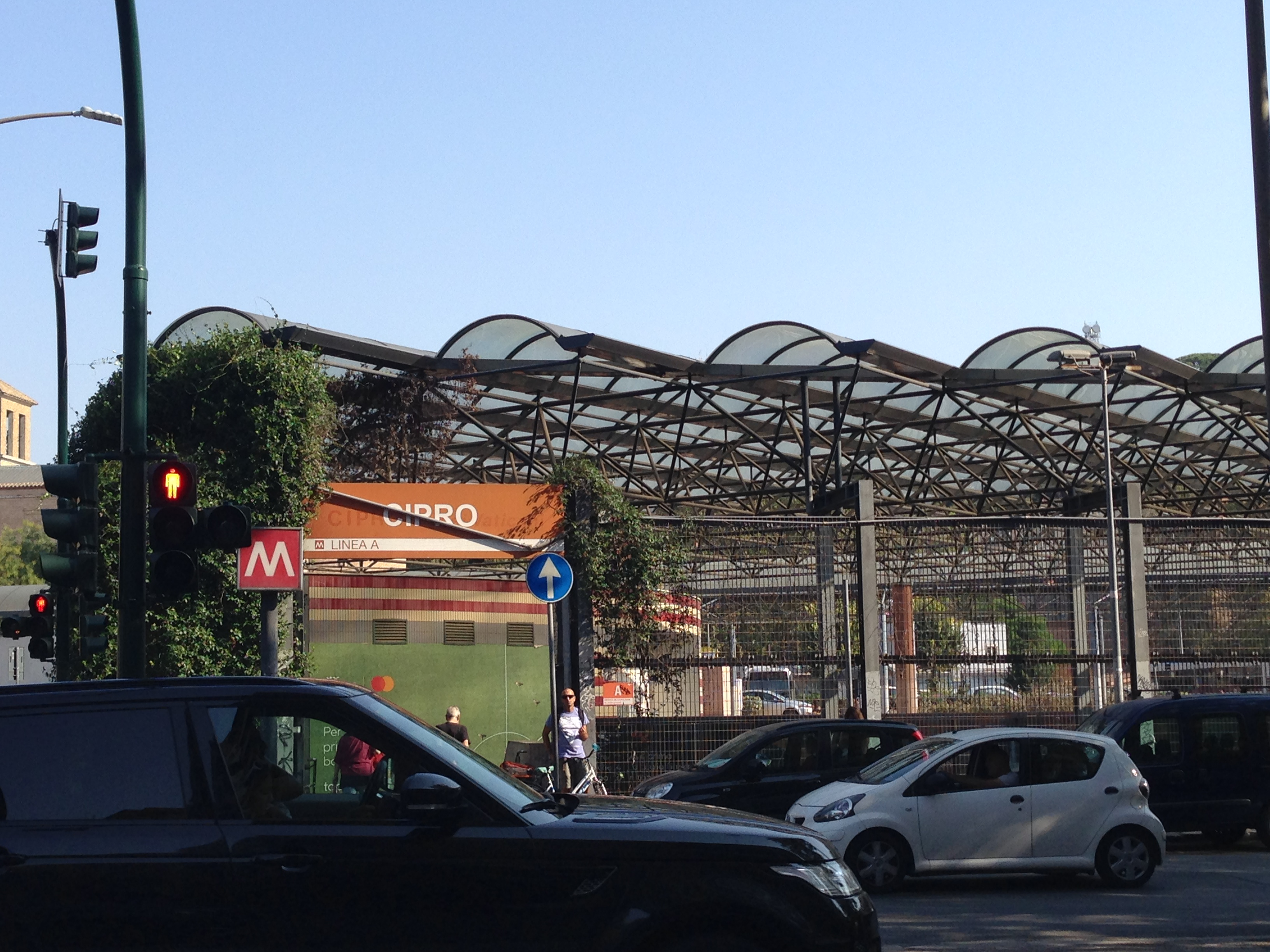
De noordelijke trap met luifel
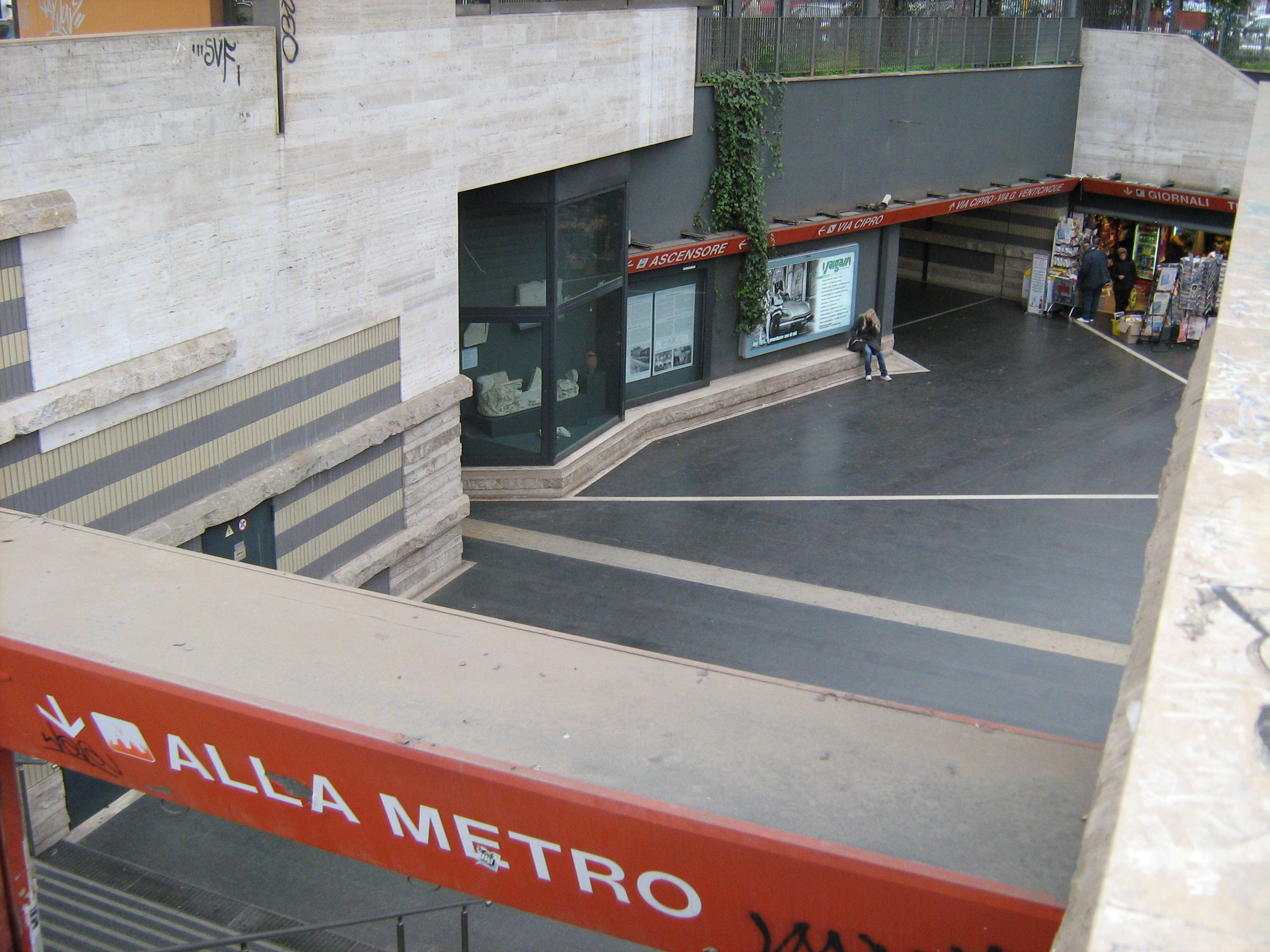
De archeologische vondsten achter glas tussen de noordelijke trap en de voetgangerstunnel

## Ligging en inrichting
Het station ligt aan een verlaagd plein op de hoek van de Via Cipro en de Via Frà Albenzia. Bovengronds is de loop van de metrotunnel geaccentueerd door een pergola die boven de perrons ligt. De driehoekige ventilatieschachten flankeren bovengronds de pergola aan de zuidkant van het plein. De noordpunt van het plein is overkapt met een kunststof luifel en met een vaste trap vanaf straatniveau bereikbaar, tevens is hier een voetgangerstunnel naar de Via Giulio Ventecinque. Het verlaagde plein ligt vier meter onder het maaiveld en daarmee even hoog als het perron voor de metro's naar het westen. De toegangspoortjes liggen direct tussen het plein en het perron. Reizigers met de metro's richting het centrum kunnen tussen het perron en het plein gebruikmaken van roltrappen en liften. De zuidwestkant van het plein is met vaste trappen verbonden met het maaiveld waarmee onder andere het busstation en het Parkeer en Reis terrein ten zuiden van het station bereikbaar zijn. In de noordelijke wand van het plein zijn archeologische vondsten tentoongesteld die bij de aanleg van het station zijn gevonden.
- Virtual International Authority File: 304911140
- WorldCat: E39PBJwttjhTJ8hCkMRF7xMF8C